# Spring Valley (Illinois)

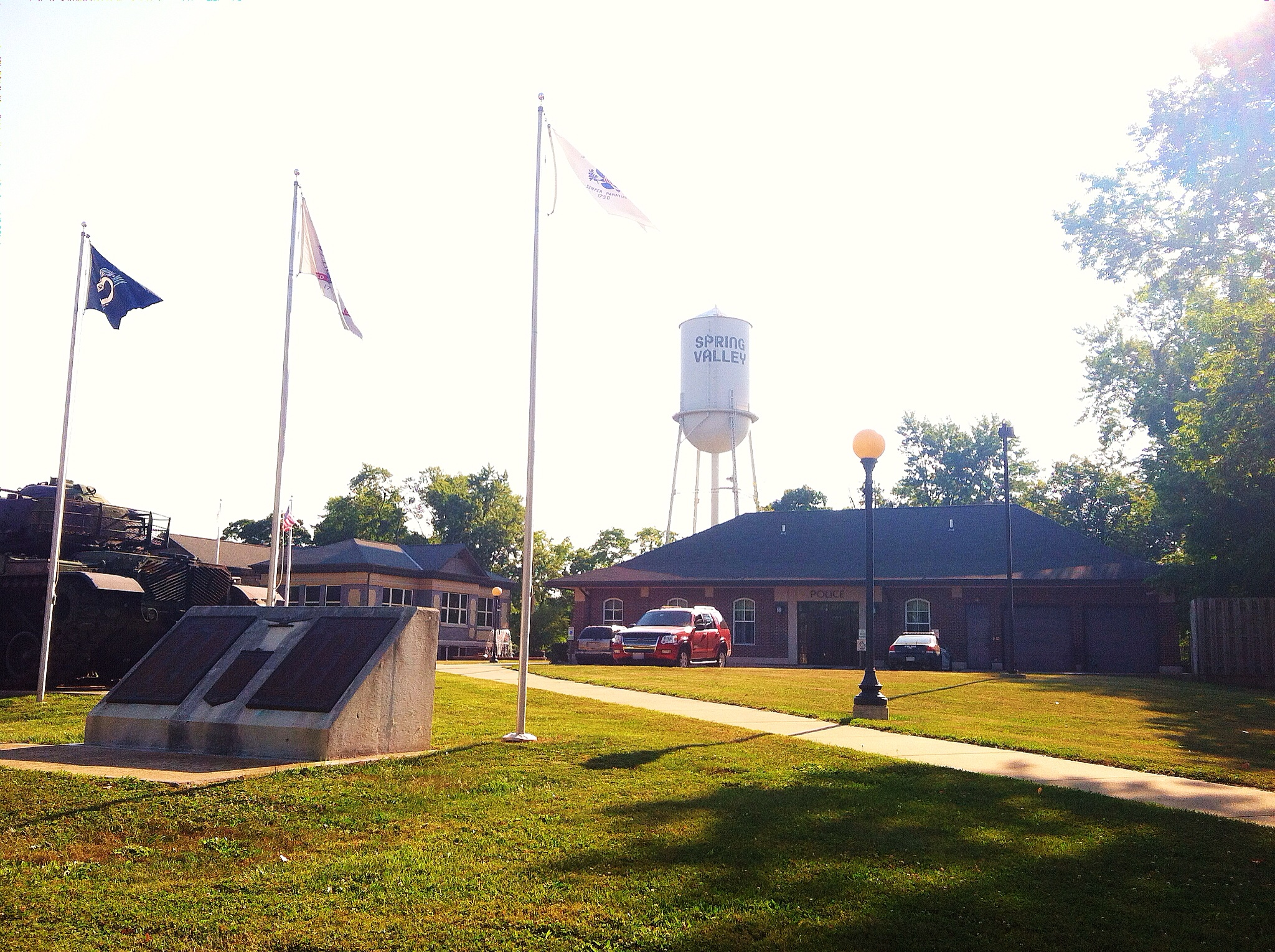
Komisariat policji w Spring Valley (2014)

Spring Valley – miasto w Stanach Zjednoczonych w stanie Illinois, w hrabstwie Bureau.

## Demografia
Jego populacja w 2000 wynosiła 5398 osób. W 2023 liczba mieszkańców nieznacznie wzrosła do 5442 osób